# Црква Светог Вазнесења Христовог у Невесињу
Црква Светог Вазнесења Христовог у Невесињу је храм Српске православне цркве који се налази у Невесињу у Републици Српској. Припада Епархији захумско-херцеговачкој. Храм је посвећен Вазнесењу Христовом, а подигнут је између 1879 и 1886. године. Национални је споменик Босне и Херцеговине.

## Историја
Црква Светог Вазнесења Христовог грађена је у периоду од 1879. до 1886. године, када је и освећена 15. августа од стране митрополита Игњатија. Главни неимар био је Томо Томашевић из Суторине. Камен за зидање цркве донесен је из Ждријела у Бојишту. Године 1926. црква је примила прилог за звона од стране Милана Вучковића, предузетника из Јужне Африке који је родом из Миљевца. Звона су изливена у ливници Јакова Цукрова у Сплитау; а на звонима је изливен натпис који гласи: Љета Господњег 1926. дарова храму Вознесенија Христова у Невесињу Милан Вучковић из Миљевца за спомен својим родитељима Обрену и Цвијети умрлим 1903. године и брату Продану умрлом 1922. године у 24. години свога млађаног живота.
До 1936. црквени кров био је покривен каменим плочама. У Другом свјетском рату цркву су запалиле усташе, а по завршетку рата, комунистичке власти претвориле су цркву у складиште вуне и жита. Народ се није помирио са одлуком власти, па је тако укинуто складиште. На празник Покрова Пресвете Богородице 1951. године у цркви је служио свету архијерејску литургију епископ Лонгин.

## Одлике
Црква у Невесињу припада једнобродним базиликама са припратом, наосом и олтарским простором. У архитектонском стилу цркве присутни су елементи неороманике видљиве у правоугаоној основи, масивним зидовима који немају много отвора, једноставним издуженим и лучно завршеним прозорима те правоугаоном порталу. Димензије храма мјерене споља износе 9х20 метара.